# Fehérnyárfamoly
A fehérnyárfamoly (Wockia asperipunctella)  a valódi lepkék (Glossata)  közé tartozó nyárfamolyfélék (Urodidae) családjának egyik, Magyarországon is honos faja.

## Elterjedése, élőhelye
Európai faj, de csak kevés helyről ismert. Azt, hogy Magyarországon is él, csak 1984 óta tudjuk.

## Megjelenése
Szürke szárnyán sötétszürke foltok tűnnek fel. A szárny fesztávolsága 10–14 mm.

## Életmódja
Évente valószínűleg egy nemzedéke nő fel. A lepkék az Alföldön jóval korábban repülnek, mint az Északi-középhegységben.
Tápnövényei a nyárfa fajok, de nevével ellentétben fő gazdanövénye nem a fehér nyár (Populus alba), hanem a rezgő nyár (Populus tremula). Esetenként fűzfákon (Salix sp.) is megtelepszik. A hernyók a levelek között, laza szövedékben élnek.

## Névváltozatok
- fehérnyárfamoly[1]

## Külső hivatkozások
- Mészáros Zoltán – Szabóky Csaba: A magyarországi molylepkék gyakorlati albuma. Budapest: Agroinform. 2005.  arch Hozzáférés: 2018. április 6. (PDF)